# 神无月 (游戏)
《神无月》（英語：DIVINE）是一款由盛大传世游戏工作室开发的3D动作角色扮演手机游戏。

## 游戏运营

### 中国大陆
中国大陆服由上海数龙科技有限公司代理，于2017年8月31日开始公测运营。
盛大游戏在2017年6月6日至6月13日举行了《神无月》的“幻想首测”。7月26日至8月2日，《神无月》举行了“羁绊内测”（不限号删档测试）。8月30日，在位于上海张江科技园区的盛大游戏总部大楼外墙上，悬挂16层楼高的《神无月》公测联动初音未来的巨型宣传海报。8月31日，盛大游戏宣布《神无月》开启“全次元开测”（即公测）。公测当天亦是初音未来音源发布十周年纪念，《神无月》也与初音未来开展联动活动，玩家能够通过完成活动任务获取加强卡牌或初音未来卡牌来帮助自己在游戏中的队伍。9月5日，公测不到一周的《神无月》冲进App Store游戏类畅销榜前十，后于9月8日进入App Store精品推荐区。
2018年1月5日，《神无月》首届玩家开放日活动在上海盛大游戏总部进行。1月31日，《神无月》与《龙之谷》进行“破空联动”。2月28日，《神无月》开启游戏运营半周年庆典活动。

### 香港及台湾
G妹游戏于2017年12月15日取得香港及台湾服代理权，并于2018年1月18日开始运营。
根據官方代理商於表示，本遊戲的繁體中文版，已於2019年10月30日停止營運。

### 日本
日本服由晨之科日本子公司代理，于2018年4月9日开始公测运营，
并与《初音未来》开展联动活动。
2019年3月14日，本遊戲在日本的經營權，由晨之科轉移至Accessport。

## 登场角色

### 人类
星洛 （CV：木村良平）
本作男主角，17岁。
丽娅丝 （CV：竹达彩奈）
本作女主角，17岁。
晓 （CV：福圓美里）
立下为哥哥复仇的决意，而精进剑术的少女。17岁。

### 天使
圣姬 （CV：堀江由衣）
神的代理人，“树之心”的守护者。
洛林 （CV：石田彰）
传说中界城天使一族。因在传说中的大战中以一人之力击败来犯的数百名渎神者，而被人冠以“歼灭天使”称号。

### 渎神者
凛音 （CV：早见沙织）
神秘的女性渎神者，17岁。

## 获奖
《神无月》获得2017年第八届牛耳奖的年度最佳移动游戏奖。
《神无月》获得2017年金翎奖的最佳二次元移动游戏奖。
《神无月》制作团队获得2017年中国优秀游戏制作人大赛（CDGA）最佳移动游戏设计创新奖优秀奖。

## 主题曲
2017年9月20日，由初音未来演唱的《神无月》中文版主题曲发布，QQ音乐独家提供该版本主题曲试听服务。2018年1月，由初音未来演唱的《神无月》日文版主题曲登陆iTunes。

## 漫画
《神无月》官方会于每个星期四，在官方微博以及官方漫画站同步更新《神无月》各人气角色篇及番外篇的漫画。官方微博也会不定期的转发分享同人画师们创作的手绘、四格漫画等。